# 교육세법
교육세법은 교육의 질적 향상을 도모하기 위하여 필요한 교육재정의 확충에 소요되는 재원을 확보함을 목적으로 제정된 법률(1990. 12. 31. 법률 4279호)이다.

## 역사
해방이후, 제1공화국때인 1959년부터 초등학교 무상교육을 시행하기 시작했다. 그에 따른 재원을 마련하고자 1958년 8월에 교육세를 신설하여 시행하였다. 그때 당시 의무교육제도의 건전한 운영을 위해 의무교육비의 정상적인 조달을 목적으로 삼았으며, 국세인 교육세와 지방교육세로 구성되어 있었다. 또, 당시의 국세인 교육세의 과세표준을 개인은 소득세의 과세표준으로 하고 법인은 각 사업연도소득 중 유보 또는 적립한 금액 또는 유보소득으로 하였으며, 세율은 3％ 내지 15％였다. 지방교육세는 국세인 교육세의 과세최저한에 미달되는 소득을 과세표준으로 하였고, 세율은 2％ 내지 5％로 하였다. 그러다가 1961년 12월에 폐지되었다.
1980년대에 이르러 교육의 수요가 급증함에 따라 필요한 재원을 마련하기 위해 5년 시한(1982~1986년)의 목적세 형태로 교육세법을 부활했다. 1986년의 개정으로 1986년에서 1991년까지 연장하여 적용하도록 하였고, 다시 1990년의 개정으로 교육세를 한시세에서 영구세로 전환하였다.
2001년 이후에 교육세의 지방세목분이 분리되어 현재까지 유지되고 있으며, 지방교육재정교부금법에 의한 보통교부금의 재원으로 전액 사용된다.

## 납세의무자
이 법에 의하여 교육세를 납부하여야 할 의무자는 ① 국내에서 금융·보험업을 영위하는 자 ② 개별소비세법의 규정에 의한 개별소비세의 납세의무자, ③ 주세법의 규정에 의한 주세의 납세의무자, ④교통에너지환경세법의 규정에 의한 교통에너지환경세의 납세의무자이다.

## 과세표준
교육세의 과세표준은 ① 금융·보험업자의 수익금액의 5/1,000, ② 주세법의 규정에 의하여 납부하여야 할 주세액(가산세액을 제외,약주·소주류 제외, 세액의 10/100. 주세세율 80/100 이상은 30/100), ③ 개별소비세의 규정에 의하여 납부하여야 할 세액(개별소비세법 1조 2항 4종 2류 물품제외, 세액의 30/100), ④ 교통에너지환경세법의 규정에 의한 교통에너지환경세액(세액의 15/100)

## 비과세
금융·보험업자가 행하는 공익신탁의 신탁재산에서 발생하는 수익금액에 대해서는 교육세를 부과하지 않는다.

## 폐지 논란
교육세 도입으로 안정적인 교육예산확보에 기여했으나 세원 하나에 세금을 중복 부과하는 부가세(Tax-on-tax) 방식으로 매기다보니 세제를 복잡하게 하고 예산운용에 경직성을 야기했다. 추가적으로 국민에게는 납세협력비용을, 세정 측면에서는 징세비용을 높이는 결과를 가져왔다는 비판을 면치 못했다.
교육세 폐지 문제가 처음으로 제기된 것은 외환 위기 직후인 1998년이었다. 정부는 그해 세제 개편안을 마련하는 과정에서 교육세 폐지 문제를 꺼내들었다. 외환 위기로 세수 확보가 여의치 않은 데다 목적세로 거둔 세금을 다른 용도로 사용하는 것이 불가능했기 때문이다. 하지만 당시 교육계는 교육 재정의 어려움을 내세우며 폐지 방침에 반대했다. 김대중 정부가 1999년 11월 교육세 존치 방침을 발표하면서 논쟁이 일단락됐다.
2008년 2월 이명박 정부가 출범하면서 '납세비용 절감'등을 이유로 교육세 폐지 문제를 다시 꺼내들었다. 2009년 1월 기획재정부에서 발표한 내용에 따르면, 교육세중 금융보험업분은 수수료 수입분만 부가가치세 과세로 전환하고 나머지 (국세분)Sur-tax를 모두 본세에 통합한다고 발표했다. 그러다가 교총, 전교조 등 교육단체 측의 반발에 또다시 유야무야되었다.
최근에 학령인구 감소로 지방교육재정교부금이 남아도는 마당에 별도의 교육세 유지가 온당하지 않다는 지적이 적지 않다. 오죽하면 교육세를 폐지하자는 칼럼이 나왔다.

## 같이 보기
- 교육재정